# 10-та армія (Німецька імперія)
Не варто плутати з 10-ю німецькою армією часів Другої світової війни
10-та а́рмія  (нім. 10. Armee) — польова армія Імперської армії Німеччини за часів Першої світової війни.

## Історія
10-та армія (нім. 10. Armee) була сформована 29 січня 1915 року.

## Командування

### Командувачі
- генерал-полковник, з 18 грудня 1918 генерал-фельдмаршал Герман фон Ейхгорн (29 січня 1915 — 5 березня 1918);
- генерал від інфантерії Еріх фон Фалькенгайн (5 березня 1918 — 9 січня 1919).